# يان سميث (لاعب كرة قدم بريطاني)
يان سميث (بالإنجليزية: Ian Smith)‏ (2 أبريل 1952 بإدنبرة في المملكة المتحدة - ) هو لاعب كرة قدم بريطاني في مركز الهجوم. لعب مع برمنغهام سيتي وكوين أوف ساوث وهارت أوف ميدلوثيان ونادي كيدرمينستر هاريرز لكرة القدم وبرومزغروف روفرز ‏ وQueens Park AFC ‏ ونادي كوينز بارك.

## وصلات خارجية
- يان سميث على موقع قاعدة بيانات كرة القدم.إي يو (الإنجليزية)